# Benjamin Auer
Benjamin Auer (* 11. Januar 1981 in Landau in der Pfalz) ist ein ehemaliger deutscher Fußballspieler.

## Karriere
Zum Zeitpunkt der U20-Weltmeisterschaft 2001 in Argentinien, bei der er hinter Javier Saviola, Adriano und Djibril Cissé viertbester Torschütze des Turniers wurde, galt Auer als größtes deutsches Sturmtalent. Er gehörte damals mit Marcel Ketelaer zu den Nachwuchsspielern, die das Gerüst einer neuen Gladbacher Mannschaft bilden sollten. Ein Kreuzbandriss im Viertelfinalspiel zwang den Stürmer von Borussia Mönchengladbach zu einer langen Pause. Zu diesem Zeitpunkt hatte Auer 31 Zweitligaspiele für die Borussia und zuvor den Karlsruher SC absolviert und drei Tore erzielt.
Nach seiner Wiedergenesung setzten die Gladbacher den Stürmer sporadisch in der Rückrunde der Bundesliga-Saison 2001/02 ein. Aufgrund von Differenzen mit Gladbachs Trainer Hans Meyer wechselte Auer kurz nach Beginn der Folgesaison zum Zweitligisten 1. FSV Mainz 05.
In Mainz konnte Auer die hohen Erwartungen lange nicht erfüllen. Erst im zehnten Spiel gelang dem Stürmer das erste Tor. Dass er in seiner Debütsaison dennoch zehnmal traf, lag auch am letzten Spieltag, an dem Mainz 05 knapp am Aufstieg scheiterte: Beim 4:1-Sieg bei Eintracht Braunschweig erzielte Auer alle vier Mainzer Tore. Er entwickelte sich in Mainz zum Publikumsliebling. In den beiden folgenden Jahren (eines in der zweiten, eines in der ersten Bundesliga) blieb Auer Stammspieler, traf aber weiterhin nur alle fünf oder sechs Spiele. Erst in der Hinrunde der Saison 2005/06 deutete sich beim „Talent im Endstadium“ (Auer über sich selbst) eine Torquote an, die seiner Bilanz in den Junioren-Nationalmannschaften nahekam. In der Rückrunde konnte Auer diesen Schnitt nicht halten.
In der Sommerpause 2006 wechselte Auer ablösefrei zum Bundesliga-Aufsteiger VfL Bochum. Aufgrund einer Viruserkrankung und einiger Verletzungen konnte er in Bochum keinen Fuß fassen. Die Dauer der Erkrankung zog sich hin, und bis heute ist nicht genau bekannt, um welche Krankheit es sich handelte. Nach Wiedergenesung konnte Auer sich jedoch aufgrund der Trainingsrückstände, fehlender Kondition und mangelnder Spielpraxis in Bochum nicht weiter durchsetzen. Es reichte für zwei Kurzeinsätze am Ende der Saison. Um Spielpraxis zu sammeln, wurde er in der Winterpause an den 1. FC Kaiserslautern ausgeliehen, doch auch dort verfolgte ihn das Pech weiter: Bei einem Testspiel in der Vorbereitungszeit in Spanien verletzte sich Auer wieder am Knie und fiel für einige Wochen aus. Erst am zweiten Spieltag konnte er eingesetzt werden und machte ein gutes Spiel gegen den Karlsruher SC. Anschließend folgten jedoch wieder einige Rückfälle, die sich vermutlich auf die Erkrankung im Sommer zurückführen ließen. Seit 2007 spielte Auer wieder für den VfL Bochum. Mit Beginn der Rückrunde der Saison 2007/08 zählte er wieder zur Stammformation.
Zur Saison 2008/09 wechselte Auer zum TSV Alemannia Aachen. Dort wurde er in dieser Spielzeit mit 16 Toren neben Cédric Makiadi und Marek Mintál Torschützenkönig der 2. Bundesliga. Nach dem Rücktritt Cristian Fiéls als Kapitän wurde er am 6. Februar 2010 von Trainer Michael Krüger zum neuen Kapitän der Alemannia bestimmt. Nach der Saison 2011/12 verließ Auer die Alemannia nach deren Abstieg aus der 2. Bundesliga und war bis Ende des Jahres 2014 vereinslos. Für die Rückrunde der Saison 2014/15 wurde er vom Südwest-Regionalligisten FK Pirmasens verpflichtet. Verletzungsbedingt beendete er seine Karriere in Pirmasens im März 2017.
In der Rangliste der erfolgreichsten deutschen U-21-Torschützen belegt Auer hinter Pierre Littbarski (18) und Heiko Herrlich (17) mit 15 Treffern den dritten Rang. In insgesamt rund 60 Spielen für die verschiedenen Jugendmannschaften des DFB vom U-16-Team bis zum Team 2006 erzielte Auer rund 30 Tore. In 87 Bundesligapartien traf er 21-mal; bei seinen 219 Zweitligaeinsätzen gelangen ihm 74 Treffer.

### Nationalmannschaft
Auer bestritt im Jahr 1997 13 Länderspiele für die U16-Nationalmannschaft und nahm mit ihr an der vom 28. April bis 10. Mai 1997 im eigenen Land ausgetragenen Europameisterschaft teil, kam in sechs Turnierspielen zum Einsatz, in denen er vier Tore erzielte. Mit dem 3:1-Sieg über die Auswahl der Schweiz in Barsinghausen belegte er mit seiner Mannschaft den dritten Platz. Sein Debüt für die Nationalmannschaft dieser Altersklasse gab er am 1. April 1997 in Pforzheim beim 2:2-Unentschieden gegen die Auswahl der Türkei.
Für die U17-Nationalmannschaft debütierte er am 8. August 1997 in Oberhaching beim 5:1-Sieg über die Auswahl des Oman, bei dem er sein erstes Tor erzielte. Mit der Nationalmannschaft dieser Altersklasse nahm er an der vom 4. bis 21. September 1997 in Ägypten ausgetragenen Weltmeisterschaft teil, bestritt vier Turnierspiele, in denen ihm ein Tor gelang, und schied nach der 1:2-Niederlage im Spiel um Platz 3 gegen die U17-Nationalmannschaft Spaniens aus dem Turnier aus.
Für die U20-Nationalmannschaft kam er in drei Spielen der Gruppe B und im Achtelfinale der Weltmeisterschaft 2001 zum Einsatz; in seinen vier Turnierspielen erzielte der fünf Tore.
Für die U21-Nationalmannschaft, für die er von 2002 bis 2004 spielte, bestritt er 23 Länderspiele, in denen er mit 15 Toren eine beachtliche Torquote erzielte. Nachdem er in der Qualifikation für die Europameisterschaft 2004 alle sechs Spiele der Gruppe 5 sowie die beiden Entscheidungsspiele für den Einzug in die Endrunde gegen die U21-Nationalmannschaft der Türkei bestritten hatte, kam er in der Endrunde in drei Spielen der Gruppe B zum Einsatz und erzielte in insgesamt elf Spielen fünf Tore. In den übrigen Test-Länderspielen dieser Altersklasse gelangen ihm zehn Tore.
Für die Perspektivmannschaft Team 2006 kam er im Jahr 2004 zwei- und im Jahr 2005 einmal zum Einsatz und erzielte vier Tore.

## Erfolge
- Vierter U17-Weltmeisterschaft 1997
- Dritter U16-Europameisterschaft 1997
- Torschützenkönig 2008/09 in der 2. Bundesliga (16 Tore)

## Sonstiges
Auer besuchte in seiner Geburtsstadt das Max-Slevogt-Gymnasium, das er nach der zwölften Klasse mit der Fachhochschulreife verließ und neben seiner Spielerkarriere den Studiengang Fitness-Ökonomie einschlug. Mit dem erworbenen Diplom ließ er ein Master-Studium in Gesundheitsmanagement folgen.
Er ist verheiratet, Vater zweier Söhne, und lebt in Landau. Er betreibt in der Pfalz zwei Fitnessstudios, die auf therapeutischen Muskelaufbau spezialisiert sind.